# Milena Jindrová
Milena Jindrová ( Praga, 17 de febrero de 1944-20 de septiembre de 2024) fue una jugadora de baloncesto checoslovaca. Consiguió siete medallas en competiciones oficiales con Checoslovaquia.